# Urko Berrade
Berrade  Fernández est un nom espagnol. Le premier nom de famille, en général paternel, est Berrade ; le second, en général maternel, souvent omis, est Fernández.
Urko Berrade Fernández, né le 28 novembre 1997 à Pampelune, est un coureur cycliste espagnol. Il est membre de l'équipe Kern Pharma.

## Biographie

### Débuts et carrière chez les amateurs
Urko Berrade commence le cyclisme en 2004, à l'âge de 6 ou 7 ans,. Dans les catégories inférieures, il commence à suivre le parcours de l'Asociación Deportiva Galibier en courant au Club Ciclista Ermitagaña chez les juniors (moins de 19 ans). Il signe ensuite chez Lizarte en 2016,, l'une des meilleures équipes amateurs en Espagne. Pour sa première saison chez les espoirs (moins de 23 ans), il tient principalement un rôle d'équipier pour ses leaders. Dans le même temps, il s'inscrit en licence d’administration et direction des entreprises à l'université de Navarre (ADE (es)), où il bénéficie d'horaires aménagées en raison de son statut de sportif de haut niveau.
En 2017, il remporte l'Ereñoko Udala Sari Nagusia, course du calendrier basque réservée aux coureurs de moins de 23 ans, et obtient diverses places d'honneur, comme une deuxième place au championnat de Navarre du contre-la-montre. L'année suivante, il s'impose en début de saison sur le Circuito de Pascuas, où il arrive largement détaché en compagnie de son coéquipier Martí Márquez. Il prend également la deuxième place du Circuito Guadiana, épreuve inaugurale de la Coupe d'Espagne amateurs. Blessé au genou, il loupe cependant une grande partie du printemps. De retour en forme, il est sacré champion de Navarre du contre-la-montre au mois de juillet. Dans les semaines qui suivent, il termine deuxième du prologue en côte du Tour de Salamanque ou encore sixième du Tour de Valence et du Tour de Galice.

### Carrière professionnelle
Il passe professionnel en 2019 au sein de l'équipe Euskadi-Murias, dirigée par Jon Odriozola,. Après des débuts discrets, il se montre à son avantage au mois d'août en terminant dix-huitième et deuxième meilleur jeune du Tour du Portugal. Peu de temps après, il se révèle véritablement aux yeux des suiveurs espagnols en prenant la douzième place du Tour de l'Avenir, avec la sélection nationale. 
Après la dissolution de l'équipe Euskadi-Murias, il rejoint en 2020 la nouvelle équipe Kern Pharma. Il se classe notamment cinquième du Tour du Frioul-Vénétie Julienne 2020, cinquième du Tour de Croatie et du Tour du Limousin 2021, huitième du Gran Camiño 2022 et septième du Tour de Slovaquie 2023. En 2022, il participe au Tour d'Espagne, son premier grand tour, qu'il termine 66e.
Après avoir terminé quatrième du Tour de  Burgos 2024, il est à nouveau au départ du Tour d'Espagne. Lors de la 18e étape, il décroche sa première victoire professionnelle en solitaire, après s'être isolé au sein d'un groupe de douze échappés à 5,5 kilomètres de l'arrivée.

## Palmarès
- 2014
  - Challenge Itaroa
- 2017
  - Ereñoko Udala Sari Nagusia
- 2018
  - Champion de Navarre du contre-la-montre
  - Circuito de Pascuas
  - 2e du Circuito Guadiana
- 2024
  - 18e étape du Tour d'Espagne
- 2025
  - Classica Camp de Morvedre

## Résultats sur les grands tours

### Tour d'Espagne
2 participations
- 2022 : 66e
- 2024 : 42e, vainqueur de la 18e étape

### Classements mondiaux
| Année                                 | 2019  | 2020 | 2021 | 2022  | 2023 | 2024 |
| ------------------------------------- | ----- | ---- | ---- | ----- | ---- | ---- |
| Classement mondial                    | 1919e | 742e | 452e | 1028e | 643e | 206e |
| UCI Europe Tour                       | 1262e | 594e | 371e | 738e  | nc   | nc   |
|                                       |       |      |      |       |      |      |
| Légende : nc = non classéSource : UCI |       |      |      |       |      |      |